# Eurofiber
Eurofiber is een Nederlands bedrijf dat digitale infrastructuur verzorgt in de zakelijke markt. Eurofiber heeft een netwerk van 70.500 km glasvezelkabel in Nederland, België, Frankrijk en Duitsland. Naast glasvezelaansluitingen biedt het bedrijf zijn klanten cloudinfrastructuur oplossingen, waaronder datacenterconnectiviteit en colocatie in 9 eigen datacenters in Nederland en Frankrijk. 
Eurofiber is opgericht in 2000 in Brussel. In mei 2000 werd gestart met de aanleg van de Randstadring tussen Amsterdam – Utrecht – Rotterdam en Den Haag. Deze glasvezelring heeft een lengte van 500 kilometer. In 2002 werden diverse cityringen gebouwd en een verbinding tussen Rotterdam en Antwerpen gerealiseerd. In 2004 groeide het netwerk tot 3.100 kilometer met vertakkingen naar Noord- en Oost-Nederland. In juni 2005 werd Northern Light Rail overgenomen, wat leidde tot een uitbreiding met de lijn Amsterdam-Groningen-Hamburg. Vanaf 2006 wordt naast dark fiber ook ethernet aangeboden. In 2006 nam zakenman Dik Wessels het bedrijf over van ABN Amro om het een jaar later te verkopen aan investeringsmaatschappij Reggeborgh Groep. Vervolgens werden in 2007 de bedrijven Fastfiber en iConnext samengevoegd met Eurofiber. In 2015 nam de Franse investeringsmaatschappij Antin Infrastructure Partners Eurofiber over. In 2020 nam PGGM een minderheidsaandeel in de onderneming.
Een optisch transmissienetwerk over DWDM introduceerde het bedrijf in november van het jaar 2009. De DWDM techniek maakt een zeer hoge transportcapaciteit van data (tot 400 Gbps) mogelijk. Eurofiber ontving in september 2010 een Metro Ethernet Forum (MEF) certificering. Het betreft MEF 9 en MEF 14 certificeringen. Wereldwijd zijn ongeveer 30 service providers MEF gecertificeerd, voornamelijk grote carriers. Eurofiber beschikt ook over een ISAE 3402 Type II verklaring voor de kwaliteit van zijn processen en dienstverlening. 
De glasvezelverbindingen van het bedrijf worden onder meer gebruikt voor het aansluiten van kantoorlocaties, onderwijsinstellingen en zorginstellingen. Maar ook infrastructuur van mobiele operators (4G en 5G masten), energiebedrijven en waterschappen en bijvoorbeeld Luchverkeersleiding Nederland (LVNL) maken gebruik van digitale connectiviteit van Eurofiber. Kenmerkend voor Eurofiber is dat zijn netwerk volledig open is, waardoor alle serviceproviders hun diensten op het netwerk kunnen aanbieden.
Ruim 50% van het mobiele communicatieverkeer in Nederland gaat over het netwerk van Eurofiber.
Volgens de Deloitte Technology Fast 500 van 2010 was het bedrijf een van de snelste groeiers in de categorie Telecommunications / Networking in de EMEA. Ook anno 2024 laat Eurofiber nog steeds sterke groeicijfers zien.
Met Eurofiber Cloud Infra beschikt Eurofiber over acht datacenters in Nederland. In Frankrijk beschikt Eurofiber over drie datacenters. In 2017 lanceerde Eurofiber DCspine, een interconnectieplatform voor  datacenters. Hier zijn inmiddels ruim 90 datacenters op aangesloten.
Eurofiber heeft een actief beleid op het gebied van ESG (Environmental, Social, Governance). In 2023 zijn de CO2-reductiedoelen van Eurofiber Group goedgekeurd door het Science Based Targets initiative (SBTi). Ook staat het in de wereldwijde top 1% van best presterende bedrijven op het gebied van ESG van EcoVadis (2024).

De Eurofiber Groep bestaat uit Eurofiber (Nederland, België, Frankrijk, Duitsland) en Eurofiber Cloud Infra (Nederland). Eurofiber participeert ook in FTTH-gerichte activiteiten in de joint venture Unifiber in België, en heeft een investeringspartnerschap in landelijke glasvezelinfrastructuur activiteiten met NGN Fiber Network (Duitsland).

## Fusies en overnames
- Overname Northern Light Rail, uitbreiding netwerk van Amsterdam – Groningen – Hamburg (2005)
- Reggeborgh neemt Telecom Utrecht over van Eneco, het beheer wordt door Eurofiber gedaan (2007)
- Doughty Hanson neemt meerderheidsbelang in Eurofiber (Reggeborgh behoudt deel van de aandelen) (2012)
- Overname UNET (2013)
- Overname Isilinx en IsiConneXion (2013)
- Antin Infrastructure Partners neemt Eurofiber over (2015)
- Overname B-Telecom in België (2015)
- Overname Dataplace (2016)
- Overname VC3 (2017)
- Overname Datacenter Brabant (2018)
- Overname DCA (2018)
- Overname VC3 (2018)
- Overname Eurafibre, ATE en Eura DC in Frankrijk (november 2019)
- Overname Nedzone (2019)
- PGGM minderheidsaandeelhouder (2020)
- Overname MatrixMind (2020)
- Overname FullSave (2020)
- Overname Brightfiber (2020)
- Overname netwerkactiviteiten van Levelfour (2020)
- Joint venture Vattenfall Eurofiber (Berlijn, 2020)
- Joint venture Unifiber (Wallonië, België, 2020)
- Overname Lumos in Frankrijk (2021)
- Overname Netiwan in Frankrijk (2021)
- Partnership met NGN Fiber Network in Duitsland (2021)
- Overname Appliwave in Frankrijk (2023)
- Overname Avelia in Frankrijk (2023)
- Overname Bytesnet in Nederland (2024)
- Overname Arcadiz in België (2025)